# Lerista kingi
Lerista kingi — вид сцинкоподібних ящірок родини сцинкових (Scincidae). Ендемік Австралії.

## Опис
У сцинків Lerista kingi є чотири кінцівки, на кожній з яких є три пальця.

## Поширення і екологія
Lerista kingi мешкають у внутрішніх районах на південному заході Західної Австралії, а також трапляються на крайньому півдні Північної Території. Вони живуть на пустищах та в рідколіссях.